# Anielin (Barciany)
Anielin (deutsch Angelika) ist eine Ortsstelle in der polnischen Woiwodschaft Ermland-Masuren im Gebiet der Gmina Barciany (Landgemeinde Barten) im Powiat Kętrzyński (Kreis Rastenburg).

## Geographische Lage
Die Ortsstelle Anielin liegt in der nördlichen Mitte der Woiwodschaft Ermland-Masuren, 15 Kilometer südwestlich der einstigen Kreisstadt Gerdauen (russisch Schelesnodoroschny) und 20 Kilometer nordwestlich der heutigen Kreismetropole Kętrzyn (deutsch Rastenburg).

## Geschichte
Die heute verlassene Siedlung (polnisch Osada) wurde 1867 als Vorwerk gegründet. Bis 1945 war sie eine Ortschaft im Gebiet der Gemeinde Kröligkeim (polnisch Krelikiejmy) im gleichnamigen Amtsbezirk im ostpreußischen Kreis Gerdauen. Im Jahre 1905 zählte Angelika 32 Einwohner.
In Kriegsfolge kam Angelika 1945 mit dem gesamten südlichen Ostpreußen zu Polen und erhielt die polnische Namensform „Anielin“. Heute ist es ein verlassener Wohnplatz ohne Einwohner und ohne Gebäude, zugehörig zum Gebiet der Landgemeinde Barciany (Barten) im Powiat Kętrzyński (Kreis Rastenburg), bis 1998 der Woiwodschaft Olsztyn, seither der Woiwodschaft Ermland-Masuren zugeordnet.

## Kirche
Bis 1945 war Angelika Teil der evangelischen Gemeinde Löwenstein (polnisch Lwowiec) in der Kirchenprovinz Ostpreußen der Kirche der Altpreußischen Union sowie der römisch-katholischen Pfarrei St. Bruno in Insterburg (heute russisch Tschernjachowsk) im damaligen Bistum Ermland.

## Verkehr

### Straße
Die Ortsstelle von Anielin ist über einen unwegsamen Landweg von Krelikiejmy (Kröligkeim) aus zu erreichen.

### Schiene
Anielin hat keinen direkten Bahnanschluss.

#### Bahnstation Anielin Gradowo
→ Geographische Lage der Bahnstation Anielin Gradowo
Einige Kilometer nordöstlich Anielins bestand zwischen 1957 und 2007 die Bahnstation „Anielin Gradowo“. Sie war der Ausgangspunkt der Bahnstrecke 205 nach Wielewo (–Schelesnodoroschny) der Polnischen Staatsbahn (PKP), die zwischen 1952 und 1956 für militärische, später auch zivile Handelszwecke zwischen der Volksrepublik Polen und der Sowjetunion angelegt und ab 1. Januar 1957 genutzt wurde. Anielin Gradowo war Umladestation; denn von hier aus verlief der Schienenweg eingleisig und in der Spurweite 1524 cm. Nach Anielin Gradowo führte eine nur wenige Kilometer lange Zweigstrecke von der Bahnstrecke Posen–Toruń–Skandawa (–Schelesnodoroschny) bei Modgarby (Modgarben).
Am 14. März 2007 wurde die Bahnstation Anielin Gradowo geschlossen. Die Gleisanlagen sind zum großen Teil noch vorhanden und werden im Güterverkehr sporadisch genutzt.